# Colt Walker
Le Colt Walker est un revolver simple action fabriqué en 1 100 exemplaires sous la direction de Samuel Colt dans l'usine de Éli Whitney Junior en 1847. Son appellation vient du nom du capitaine Walker, officier des Texas Rangers l'ayant fait adopter par l'Armée américaine pour la Cavalerie engagée contre le Mexique à la place du Colt Paterson. En 1848, l'Armée américaine adopta comme successeur le Colt Dragoon, arme plus légère, au même calibre, avec un canon de 7 1/2 pouces.
Le modèle 1847 possède les caractéristiques des revolvers Colt des années suivantes : peu de pièces mobiles, pontet en laiton coulé avec la sous-garde, refouloir, nez du chien comportant la hausse. L'imposant barillet est prévu pour 3,9 grammes de poudre noire et une balle ogivale de Calibre .44 PN (.454 réellement, donc un .45).
La charge de poudre peut monter jusqu'à 4 grammes exceptionnellement, dite charge de guerre.
C'est le plus gros, le plus lourd et le plus puissant revolver à poudre noire jamais fabriqué, avec un canon de 9 pouces, d'une puissance équivalente à un .357 magnum moderne.
Sa distance d'engagement pratique est de 100 yards, soit plus de 90 mètres.

## Manipulation
Le chargement de ce revolver à capsules (dit « caps & balls ») se fait par l'avant du barillet : la poudre, une bourre facultative pour combler le vide entre poudre et balle, la balle, posée de façon à affleurer le bord du barillet en utilisant le levier-refouloir, puis on passe au chargement de la chambre suivante. À la fin, on remplit de graisse le creux autour des balles pour empêcher l'humidité de pénétrer en cas de long stockage, ainsi que pour empêcher la flamme issue d'une chambre voisine d'allumer plusieurs charges alors que les balles ne sont pas face au canon, puis finalement on pose les capsules.

## Données techniques[3]
- Munition : balles ogivale ou ronde en calibre .44 (.454), charge propulsive : 3,9 grammes de poudre noire.
- Longueur du canon : 23 cm
- Longueur totale : 40 cm
- Barillet : 6 coups
- Longueur du barillet : 65 mm
- Masse à vide : 2,06 kg

## Gravure[4]
La gravure présente sur le barillet de ce modèle représente une escarmouche entre des Texas Rangers et des Indiens.

## Apparitions dans des fictions
- 100 dollars pour un shérif : Mattie Ross récupère le Walker de son père (nommé "pistolet d'arçon" en VF).
- Josey Wales hors-la-loi : le héros, joué par Clint Eastwood, porte deux Walker en akimbo.
- Jane Got a Gun : Natalie Portman l'utilise pour tuer son aggresseur dans la ruelle.
- Dans la série de comics Preacher, le Saint des tueurs, personnage emblématique de la série et tueur implacable, utilise deux Colts Walker.

## Divers
Colt Walker est aussi le nom d'une série de BD de Yann Le Pennetier et Fabrice Lamy.